# 太平洋睡鯊
太平洋睡鯊是軟骨魚綱角鯊目梦棘鲛科的睡鯊。

## 分布
出沒於北緯70度到南緯47度之間的大陸棚和水溫較高的海域，其活動範圍可深至海底2,000米之處。其體長可達4.4米（14呎），但亦有一些文獻指出其身長最多可達7米。1990年，一隻巨型的太平洋睡鯊在日本東京海灣被食餌引誘而被捕獲，期間被攝錄了下來。那頭鯊魚估計長約7米（23呎），牠的體長可以跟大白鯊媲美，甚至可能比大白鯊更大。一些報紙，尤其是太陽報甚至不合理地說，那根本就是一隻「巨牙鯊」。

## 生態
太平洋睡鯊吃魚類、章魚、烏賊、蟹、梭尾螺（triton）、海豹和腐肉。活物或新鮮者有很高含量的尿素，以及很多軟骨魚類的肌肉和體液內都含有的三甲胺氧化物（trimethylamine oxide）。在經過其他動物的消化系統時，三甲胺（trimethylamine）會分離出來，對動物或人造成的效果就像喝醉了酒一般。動物如果不小心吃了太平洋睡鯊的鮮肉，由於神經毒素（neurotoxins）的影響，牠們會無法站立起來。牠和抹香鯨是僅有的兩種會吃大王烏賊的動物，這可從其腹中之物得知。由於一隻7米長的鯊魚要捕獵一隻12到14米長的大王烏賊並不太可能，因此人們推測太平洋睡鯊吃的是大王烏賊的腐肉，而不是自己活活捕捉一隻。
牠們屬卵胎生之動物，一胎產300隻幼鯊。一隻剛出生的幼鯊僅長約42公分，或甚至比這還要更短。

## 天敵
於2009年一次虎鯨的獵殺後，研究人員發現殘骸至少來自16條太平洋睡鯊。

## 參看
- 小頭睡鯊

## 外部連結
- 「捕獲巨型的烏賊掠食者」（New giant squid predator found）（页面存档备份，存于） - 2004年1月8日，英國廣播公司新聞